# الشهادة أو النصر
شعار يقصد به الاستمرار في المعركة مهما كانت الخسائر حتى تحقيق الهدف أو الفناء ويقابله الحرية أو الموت لكنه يختلف عنه في أن هذا الشعار يمنح قدسية ومعنى دينيا للمعركة والموت في سبيل الهدف.رغم أن عدة ديانات تستخدمه إلا أنه مشهور عن المسلمين.